# Xã Wayne, Quận Greene, Pennsylvania
Xã Wayne (tiếng Anh: Wayne Township) là một xã thuộc quận Greene, tiểu bang Pennsylvania, Hoa Kỳ. Năm 2010, dân số của xã này là 1.197 người.